# Arrêt des activités gouvernementales fédérales de 2013 aux États-Unis
L'arrêt des activités gouvernementales fédérales de 2013 aux États-Unis (en anglais United States federal government shutdown of 2013 ou 2013 federal government shutdown in the United States) réfère à l'arrêt (shutdown), du 1er octobre 2013 au 16 octobre 2013, des activités du gouvernement fédéral des États-Unis qui ne sont pas explicitement visées par l'Antideficiency Act (en),. En effet, le Congrès des États-Unis n'a pas mis en vigueur une résolution de continuité (en) pour maintenir les appropriations nécessaires à l'année fiscale 2014. En conséquence, plus de 800 000 employés fédéraux sont en congé temporaire, sans paie et de façon indéfinie, alors que plus de 1 300 000 sont obligés de se présenter au travail sans compensation, eux aussi de façon indéfinie, mais jusqu'à ce que des lois les autorisent à prendre congé ou que leur poste ne soit plus excepté de cette obligation. De plus, un million d'autres employés fédéraux risquent d'être payés avec du retard. « La plupart » des civils du Pentagone ont été rappelés au travail le 5 octobre, durant l'arrêt.
L'arrêt est une conséquence d'un conflit politique entre le président démocrate Barack Obama, le Sénat des États-Unis dominé par les démocrates et la chambre des représentants des États-Unis dominée par les républicains. Ces derniers exigent que certains programmes d'assurance-maladie, principalement l'Obamacare, soient annulés ou que leurs fonds soient réduits, ce que les démocrates refusent,. Le 1er octobre est le premier jour de la nouvelle année fiscale, année fiscale 2014, et le jour de l'entrée en vigueur de plusieurs programmes de l'Obamacare, dont le marché de l'assurance santé (en) (health insurance marketplace) qui permet aux Américains d'acquérir une assurance santé.
Il s'agit du 18e shutdown du gouvernement fédéral américain. Le précédent arrêt des activités du gouvernement fédéral remonte à 1995-1996 (en), sous la présidence de Bill Clinton.
Le conflit entre les démocrates et les républicains risque d'empêcher, le 17 octobre, le relèvement du plafond de la dette américaine. Selon Christine Lagarde, directrice générale du Fonds monétaire international, « [l]a paralysie budgétaire est déjà assez néfaste mais l'incapacité de relever le plafond de la dette serait pire encore, et pourrait non seulement endommager les États-Unis mais également l'ensemble de l'économie mondiale. »

## Futur du shutdown
Deutsche Asset & Wealth Management a établi 3 scénarios.
Les salaires seront versés de façon graduelle et rétro-activement à la fin du shutdown à la suite d'une loi déjà votée.

## Conséquences économiques
La Maison-Blanche estime qu'un arrêt d'une semaine fera perdre 10 milliards de dollars à l'économie américaine.
Selon le service de recherche du Congrès, les deux précédents shutdowns (1995 et 1996) ont coûté au pays 1,4 milliard de dollars.
Selon le cabinet IHS Inc, le « shutdown » représente environ 300 millions de dollars de manque à gagner par jour pour l'économie américaine.
Une étude de la Goldman Sachs a estimé, sur base du précédent shutdown, que la fermeture des administrations coûterait 8 milliards de dollars par semaine à l’économie américaine. Pour Nicole Bacharan, politologue et spécialiste des États-Unis, cette estimation « paraît vraisemblable ». Cependant, lors du précédent shutdown 200 000 à 300 000 passeports n'avait pas pu être accordés, ce qui n'est pas le cas lors du shutdown de 2013.
Pour le FMI, la croissance des États-Unis est entravée par les blocages politiques entraînant des coupes budgétaires massives. « Il y aurait des conséquences très négatives pour l‘économie américaine, et il y aurait des conséquences très négatives en dehors de l‘économie américaine. Nous pourrions assister – si ce problème n’est pas résolu – à de la volatilité, de l’incertitude, et des conséquences pour le reste du monde »
Selon les hypothèses retenues par les économistes, on estime de 0,5 % à 1,4 % l'impact négatif sur l'économie d'une paralysie budgétaire qui durerait trois à quatre semaines au quatrième trimestre.
Selon l’agence de notation Standard and Poor's, le shutdown a amputé le PIB américain de 0,6 % au quatrième trimestre (soit 24 milliards de dollars pour 16 jours de shutdown). Pour la Maison Blanche, la paralysie a pu coûter entre 0,2 et 0,6 point de croissance aux États-Unis pour le quatrième trimestre, et soutenu que jusqu'à 120 000 emplois n'avaient pas été créés dans le secteur privé pour cette raison.
Pour la directrice du bureau du budget de la Maison Blanche, Sylvia Matthews Burwell, le shutdown a occasionné 6,6 millions de jours de travail payés mais non effectués. Celle-ci a présenté un rapport détaillant les conséquences de cette paralysie.

Les conséquences d'un shutdown dépendent de sa durée.
Les vraies conséquences sont indirectes.
Lors du shutdown de 1995, la fermeture des musées et des monuments nationaux avaient fait perdre deux millions de visiteurs. Pour les parcs nationaux, c'était sept millions de visiteurs en moins. Pour les communautés qui vivent de ce tourisme, c'était 40 millions de dollars qui disparaissaient chaque jour.
Le taux de chômage aux États-Unis a légèrement remonté en octobre 2013, à 7,3 % contre 7,2 % le mois précédent. La part de la population américaine qui a un travail ou qui en cherche un, est tombé à 62,8 %. C'est le taux le plus bas enregistré depuis mars 1978. Selon le Council of Economic Advisers, l'agence des conseillers économiques attachée à la Maison Blanche, le shutdown a coûté quelque 120 000 emplois.
Une agence de voyages observe une chute des réservations sur les États-Unis avec une baisse des vols secs de près de 20 % sur les États-Unis par rapport à la même période l’année dernière.
Le shutdown freine la reprise de l'immobilier : Des milliers de dossiers de candidat à l'emprunt sont bloqués ou ralentis par la fermeture des services fédéraux. La Federal Housing Administration (FHA) a vu ses effectifs se réduire de 3.000 à 64 personnes.
Le shutdown a pesé sur la croissance des ventes de voitures aux États-Unis en octobre
Certains dysfonctionnements pourraient coûter des millions de dollars à de nombreuses entreprises.
Plusieurs fournisseurs importants du Pentagone ont annoncé qu'ils mettent des personnes en congé sans solde,:
- Le groupe Lockheed Martin a annoncé qu'il en met 3 000.
- Le groupe industriel United Technologies (UTC), a annoncé qu'il en met 2 000 de sa division d'aviation militaire Sikorsky, qui fabrique l'hélicoptère Black Hawk. Il prévient que ce chiffre risque de monter avec 5 000 personnes si le blocage persiste jusqu'en novembre.
- BAE Systems s'inquiète de l'impact du shutdown aux États-Unis sur son activité américaine. 1000 de ses salariés sont au chômage forcé[33]

Boeing a menacé de mettre ses salariés de sa branche défense, espace et sécurité en congés sans solde.
La vente d'avions d'affaires par Dassault a été affecté par le shutdown.
Le shutdown empêche l'immatriculation de certains avions,
La fermeture de plusieurs services de l’État pourrait contrarier l'introduction de Twitter en bourse.
La Silicon Valley voit également son développement potentiellement freiné par ce retrait économique et réglementaire du gouvernement fédéral.
L'entreprise eBay attribuait en partie ces propres prévisions basses (pour la période de Noël) aux répercussions du shutdown pendant la première quinzaine d'octobre.
Les matières premières sont désorientées. Le volume des transactions sur le marché de la viande à Chicago a déjà baissé de moitié la semaine dernière.
Le « shutdown » a eu de nombreuses conséquences concrètes. Par exemple, les permis de pêche ne sont plus délivrés alors que la saison du crabe commence. Résultat : des dizaines de petites entreprises sont menacées de faillite.

### Conséquences économiques à Washington
A Washington, capitale fédérale, le métro, principal moyen de transport des fonctionnaires, a vu fondre de 20 % au moins la quantité de ses usagers et la ville se défausser mardi de son paiement trimestriel de 74 millions de dollars.

### Conséquences sur les monnaies
La valeur du bitcoin a renoué avec un sommet qu’elle n’avait pas atteint les cinq mois précédents, après les démêlés avec l’administration américaine et la fermeture de Silk road.

### Conséquences sur le secteur de la pornographie en ligne
Selon des sites coquins comme Erotic Scribes ou Sssh.com, la fréquentation des sites aux contenus pornographiques aurait connu une hausse de 900 % dans les Etats où vivent de nombreux fonctionnaires au chômage.
Selon une estimation américaine, 65 % des 820 000 personnes au chômage forcé seraient des femmes.

## Conséquences pour les fonctionnaires au chômage
Selon une note de l'Office of management and budget, les fonctionnaires mis au chômage, ne sont pas autorisés à consulter leurs mails professionnels.

## Conséquences en santé publique
https://www.lemonde.fr/planete/article/2013/10/09/le-shutdown-empeche-une-reponse-efficace-a-l-intoxication-de-300-personnes_3492800_3244.html
https://www.wired.com/wiredscience/2013/10/shutdown-salmonella/
Des centaines de malades sont en train de perdre leur dernière chance de traitement.
- Le shutdown pourrait priver des enfants cancéreux d'essais cliniques

## Conséquences en science
L'outil de recensement des nouvelles publications scientifiques Pubmed est fermé, mais les journaux scientifiques continuent à paraître. Les sites web fermés le sont pour réduire au minimum les coûts d'hébergement associés.
Le shutdown paralyse la recherche en Antarctique

## Conséquences dans le spatial
Seuls les scientifiques dédiés à la station spatiale internationale travaillent (549 des 18 250 employés de la NASA restent en activité).
97 % de son personnel est suspendu. Seuls 549 des 18 250 employés restent en activité. Il s'agit du personnel nécessaire pour assurer le fonctionnement de la Station spatiale internationale (ISS) et la sécurité de son équipage, ainsi que le personnel chargé d'assurer le bon déroulement de certaines missions satellitaires.
Le robot Curiosity continue d'être piloté à distance grâce à des scientifiques payés par une Institution privée.
La préparation des missions spatiales à venir est interrompue ainsi que toutes ses activités en ligne. Or le compte Twitter de la NASA est suivi par 5 millions de followers.

## Conséquences sur la recherche médicale
Le shutdown a des conséquences très lourdes sur la recherche biomédicale.

## Conséquences sur la justice
Les enquêtes de l'office des droits civils (OCR) sont suspendues, ainsi que la section responsable des traitements des affaires d'agressions sexuelles sur les campus du département de l'éducation. Cela pénalise les étudiants victimes d'agressions sexuelles. Les étudiants invoquent une violation de leurs droits.
L'enquête sur les dérives de la NSA est suspendue.
Les tribunaux fédéraux resteront ouverts pendant dix jours ouvrés, jusqu'au 15 octobre. La situation n'est pas claire pour la suite. Selon le Washington Post, le ministère de la justice devrait suspendre de nombreuses affaires civiles. Pour autant, la justice est l'un des secteurs les moins affectés : 15 % de ses effectifs fédéraux seront mis en congé.
La Cour suprême, va continuer de fonctionner normalement.

## Conséquences sur la culture
Les archives nationales et la bibliothèque du Congrès sont en «stand-by», seuls quelques chercheurs munis d'une dérogation exceptionnelle y ont accès.
- Au National Portrait Gallery, l'exposition Dancing the Dream est interrompue.
- Les réserves indiennes profitent d'un afflux de touristes[54].
- Le musée des espions à Washington (l’International Spy Museum) a vu ses entrées augmenter de plus de 30 %[55].

## Conséquences sur le tourisme
Plusieurs parcs nationaux, comme le Grand Canyon, ou des grands monuments, comme la statue de la Liberté, ont rouvert samedi 12 octobre 2013.
La plupart des groupes d'agences de voyages suisse ont dédommagé leurs clients affectés par le shutdown en remboursant les prestations dont ils n'ont pas pu bénéficier aux États-Unis.
Les conséquences de la crise ne se sont pas limitées au secteur du tourisme de loisirs, mais se sont également étendues au tourisme d'affaires. Selon une enquête de la Global Business Travel Association, 50 % des voyageurs affaires interrogés ont déclaré avoir annulé leur réservation en raison du Shutdown. L'US Travel Association estime ainsi à 152 millions de dollars les pertes pour l'ensemble des activités liées au voyage, et notamment l'industrie hôtelière.

## Conséquences militaires
Le shutdown fait annuler des exercices militaires US-Japon
Les 1,4 million de militaires ont été épargnés par le blocage du Congrès. Les soldats présents en Afghanistan et dans le reste du monde, ou encore les organismes chargés des contrôles aux frontières ne seront donc pas affectés. Une loi promulguée juste avant l'officialisation du shutdown, garantit que les militaires sont payés à temps, sans retard, quoi qu'il arrive.

## Conséquences sur le renseignement américain
Durant le shutdown, la CIA a rappelé des personnes à leur travail :
« Conserver nos personnels à des niveaux aussi réduits que ceux de la semaine dernière serait dangereux pour la sécurité de vies humaines et pour la protection de la propriété », a estimé John Brennan, le directeur de la CIA.
La National Security Agency (NSA) pourrait rester épargnée, pour l'essentiel,

## Conséquence sur l'aide alimentaire
Le «shutdown» pourrait avoir des conséquences dramatiques pour les populations les plus pauvres aux États-Unis. Le programme WIC (Women, Infants and Children), qui vient en aide à neuf millions de mères et d’enfants serait en effet en péril. Ce programme d'aide alimentaire permet aux familles pauvres de se procurer des produits de première nécessité,.
Le programme Commodities Supplemental Food qui fournit une aide alimentaire en Louisiane à 64 000 personnes est suspendu,

## Conséquences sur l'emploi
Plus de 400 000 employeurs utilisent le système populaire E-Verify qui est fermé.

## Conséquences sur la vie quotidienne
Tous les transports en commun, les écoles, les hôpitaux et les services de police opèrent normalement dans l'ensemble du pays. La vie ordinaire des Américains est peu troublée par ce dysfonctionnement. En effet la vie quotidienne est gérée par les États et les county.
Les effets du blocage budgétaire dans l'ensemble du pays concernent les parcs fermés, des cours non assurés à l'école.
Les cérémonies de mariage sont en service minimum ou impossibles.
« 22 communautés amérindiennes d’Arizona dépendent fortement de l’argent fédéral pour permettre à leurs quelque 200 000 membres d’accéder à l’éducation, aux services de santé et de sécurité, ainsi qu'aux logements »,
Selon le sondage YouGovUS, 20 % des Américains disent avoir été affectés par le shutdown à la date du 7-8 octobre 2013. Parmi eux, 43 % n'ont pas pu utiliser/bénéficier d'un service public et 6 % sont au chômage technique.
En France, l'ambassade américaine et les services consulaires restent ouverts.

## Fermetures durant le shutdown
Les cimetières militaires américains sont contraints de fermer, y compris ceux à l'étranger. Le cimetière américain de Colleville-sur-Mer attire normalement plus d'un million de visiteurs par an.

## Autres conséquences

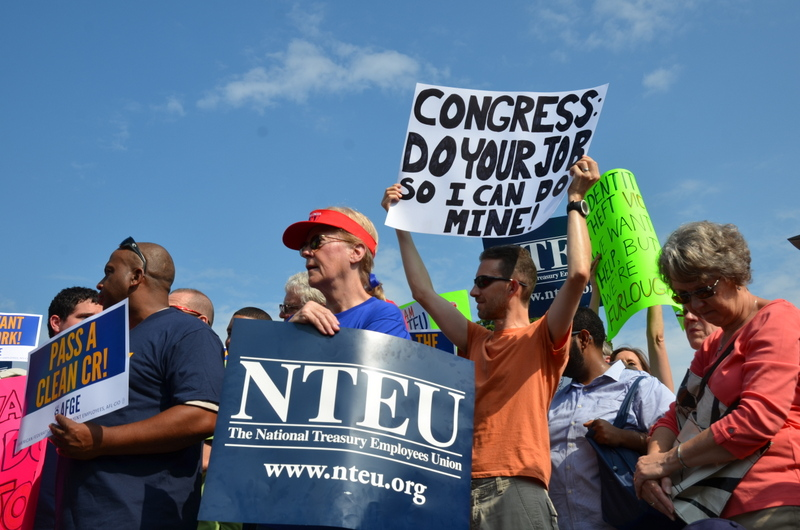
Manifestation pour la fin du Shutdown

Des familles de soldats tués en Afghanistan n'ont pas reçu d'indemnisation pour les funérailles. Une loi autorisant les familles de soldats tués en Afghanistan à être remboursées par le gouvernement malgré le shutdown a été promulgué.
Près de 3,8 millions de vétérans ne vont pas toucher leurs pensions au mois de novembre si le blocage budgétaire se poursuit d'après le secrétaire d'État aux Anciens combattants.

## Conséquences sur la chasse
329 réserves fédérales d'animaux sauvages ont été fermées à la chasse.

## Conséquences politiques
Le nombre de collaborateurs des sénateurs est très limité durant le shutdown. Le sénateur Saxby Chambliss a expliqué que seuls quatre de ses 30 collaborateurs restent à ses côtés pendant le shutdown.
Lors du début du shutdown, les républicains voulaient « rouvrir » l'État fédéral américain par morceaux.
Barack Obama a annulé une tournée en Asie (en Indonésie et au Brunei) en raison du shutdown.

## Conséquences internationales
- Les États-Unis annulent le deuxième round de négociations sur l'accord de libre-échange avec l'Europe[80],[81],[82],[83].
- L'Administration Obama pourrait retarder le versement, prévu au budget, d'une subvention à l'armée israélienne[84].
- Le shutdown empêche les États-Unis de signer un accord bancaire sur la Foreign Account Tax Compliance Act avec la France[85]
- Le shutdown ébranle la diplomatie américaine[86].

## Réactions politiques et communication
- « J’ai honte et je suis scandalisé de voir que la paralysie budgétaire a empêché le département de la Défense de remplir cette responsabilité des plus importantes en un temps décent. » : Chuck Hagel dans un communiqué.

Des Américains manifestent à Washington pour réclamer la fin du shutdown.
Le 2 octobre, des fonctionnaires du gouvernement fédéral, forcés au chômage par l'absence de vote au Congrès sur le budget, ont manifesté devant les musées fermés de Washington.
- John Kerry : « Ne vous y trompez pas : le plus grand danger qui menace les États-Unis ne vient pas de l'émergence d'un rival, il vient des dommages que nous sommes capables de créer par nos propres dysfonctionnements. »[88]
- le Parti pirate russe propose d'héberger la NASA[89]
- En France, le Front National profite du shutdown pour demander la suspension des négociations sur l’accord de libre-échange UE/États-Unis[90].

## Réactions internationales
- Pour Barack Obama le shutdown affaiblit l'image des États-Unis dans le monde.
- La Chine, principal détenteur de la dette américaine (avec 1 277 milliards de dollars en bons du Trésor fin juillet) juge le shutdown « lamentable ».
- France : Inquiétude du ministre des Finances, Pierre Moscovici[91]
- Japon : le 4 octobre, le ministre japonais des finances, Taro Aso, a lui aussi fait part de ses inquiétudes sur le possible impact du blocage de Washington sur l'économie asiatique, notamment par le biais du marché des changes[92].

## Conséquences actuelles

### Conséquences chiffrées par secteur
[Quoi ?]
| Structure                                                 | Nombre de fonctionnaires en activité | Nombre de fonctionnaires | Part des fonctionnaires en repos |
| --------------------------------------------------------- | ------------------------------------ | ------------------------ | -------------------------------- |
| Food and Drug Administration (FDA)                        | ?                                    | ?                        | 45 %                             |
| Agence de Protection Environnementale (EPA)               | ?                                    | 16 205                   | 96 %                             |
| Département au Commerce                                   | ?                                    | ?                        | 90 % environ                     |
| Département de la sécurité intérieure (Homeland Security) | ?                                    | ?                        | 96 %                             |
| Ministère de l'énergie                                    | 1 113                                | 13 814                   | 92 %                             |
| Securities and Exchange Commission (SEC)                  | 252                                  | 4 149                    | 94 %                             |
| NASA                                                      | 549                                  | 18 250                   | 97 %                             |
| Ministère de la justice                                   | ?                                    | ?                        | 15 % à terme                     |
| Centers for Disease Control and Prevention                | ?                                    | ?                        | 68 %                             |
| United States Citizenship and Immigration Services        | ?                                    | ?                        | 3 %                              |
| Department of Homeland Security                           | ?                                    | ?                        | 14 %                             |
| Institut national de la Santé                             | ?                                    | ?                        | 75 % environ                     |
| Armée                                                     | ?                                    | ?                        | 14 %                             |
| Total                                                     | 1 300 000+                           | 2 100 000+               | 43 %                             |

- Autres structures
- Représentation en graphiques
- Shutdown plan 2013

### Conséquences au secrétariat au Commerce
87 % des 46 420 employés du secrétariat au Commerce sont en congé sans solde. Le travail d'information des entreprises, ainsi que plusieurs tâches administratives essentielles sont donc ralentis

### Conséquences à la Food and Drug Administration (FDA)
La FDA doit se passer de 45 % de son personnel. Elle manque d'agents pour inspecter des importations de toutes sortes de produits alimentaires ou électroniques qui s'accumulent dans les ports américains.
Toutes les céréales et produits de la mer entrent aux États-Unis sans être contrôlés durant le shutdown,.

### Conséquences au département de l'Agriculture (USDA)
Le service d'assistance téléphonique de l'USDA pour la sécurité alimentaire a cessé de répondre aux appels des personnes ayant des questions sur le stockage des aliments et leur préparation en toute sécurité.

### Conséquences au Center of Disease Control
Le service fédéral de surveillance des épidémies, a dû rappeler d'urgence au travail une trentaine d'experts pour traiter une épidémie de salmonelle et d'E. coli.

### Conséquence au Transportation Security Agency (TSA)
La Transportation Security Agency (TSA), chargée d'assurer la sécurité des aéroports, a laissé passer involontairement un enfant de 9 ans, seul et sans billet. Celui-ci a pris un avion de Minneapolis à Las Vegas, jeudi 3 octobre.
La majeure partie des agents de sécurité à la TSA travaillent.
Les files d'attente aux aéroports sont un peu plus longues.

### Conséquences à l'Agence de Protection Environnementale
95 % des quelque 16 000 employés de l'agence pour l'Environnement (EPA), chargée des réglementations sur l'environnement et la pollution, ne travaillent pas,.

### Conséquences au département au Commerce
9 employés sur 10 ne travaillent pas.

### Département de la Défense
Ce département conserve 50 % de ses effectifs.

### Département de la sécurité intérieure (Homeland Security)
Ce département conserve 86 % de ses effectifs.
Le ministère de la sécurité intérieure va cesser de traiter les plaintes relatives aux libertés civiles, de mener des enquêtes et de dispenser des formations. La formation concernera les employés au niveau de l'État, au niveau local et au niveau fédéral.

### Le département des services aux vétérans
Ce département fonctionne normalement.

### Les services de collecte de l'impôt sur le revenu (l'IRS)
Les employés de l'IRS sont en congé sans solde.

### Conséquence au ministère de l'énergie
Seuls 1 113 des 13 814 employés du ministère de l'énergie travaillent dont notamment pour la sécurité du nucléaire.

### Conséquence à l'agence américaine de sûreté nucléaire (NRC)
Le point quotidien de la NRC sur l'état des installations n'est plus diffusé.

### Conséquence à la Nuclear Regulatory Commission (NRC)
Le gendarme du nucléaire a suspendu les exercices d'intervention d'urgence, le travail réglementaire et surtout la diffusion des informations.

## Conséquences à la Securities and Exchange Commission (SEC)
La SEC, le gendarme boursier, prévoit de maintenir seulement 252 employés sur 4 149.

## Traitement médiatique
- Le site Fox News emploie le terme de «slim-down» plutôt que «shutdown»[101],[102].
- Le Huffington Post américain a dressé une liste impressionnante des services de l'État à l'arrêt en raison du shutdown sur sa page d’accueil.
- La célèbre chroniqueuse du New York Times, Maureen Dowd, a choisi l'ironie pour mieux raconter le shutdown et ses conséquences[103].
- The Daily Telegraph ose une comparaison avec la France[104].
- Kevin Pires, journaliste du site américain Flavorwire parle d'une « catastrophe symbolique »[105],[25].
- Les médias français évoquent le manque de leadership d'Obama.
- Lesoir.be parle de l'imprévisibilité des dirigeants américains[106].
- En Belgique, pour la RTBF, « Le shutdown américain laisse le reste du monde ébahi »[107].
- Nicole Bacharan, politologue progressiste et spécialiste des États-Unis, déplore « l'utilisation des armes budgétaires » par les républicains « pour démolir la présidence de Barack Obama ».
- Le professeur Francis Fukuyama parle de « vetocratie » (ceux qui disent « non » peuvent verrouiller le jeu). L'analyse de ce professeur est reprise dans un article de presse[108].
- Un éditorial de Nicolas Baverez du 24 octobre 2013 affirme que le problème est reporté et qu'une nouvelle crise est programmée pour début 2014[109].
- Le shutdown a occulté les cafouillages de l’Obamacare[110] :  Le site gouvernemental HealthCare.gov (en) subit des problèmes techniques[111].